# Madrid Gatos
Madrid Gatos ist ein Rugby-Union-Klub aus der spanischen Stadt Madrid. Das Franchise, das vom Rugbyverein CRC Madrid geleitet wird, nimmt an der Superibérica de Rugby teil und umfasst als Einzugsgebiet die Autonome Gemeinschaft Madrid. Gatos ist Spanisch für Katzen und nimmt Bezug auf einen Spitznamen für die Einwohner Madrids.
Die Mannschaft trägt ihre Heimspiele in wechselnden Stadien in Madrid, Alcobendas und Pozuelo de Alarcón aus. Die Mannschaftsfarben sind Rot und Weiß.

## Titel
- Superibérica (1): 2009